# Barrière de l'Esseillon
Pour les articles homonymes, voir Barrière.
La barrière de l'Esseillon, ou forts de l'Esseillon, constitue une série de cinq fortifications situées en France sur les communes d'Aussois et d'Avrieux dans le département de la Savoie en région Rhône-Alpes.
Construites au XIXe siècle sur un verrou rocheux fermant la haute-vallée de l'Arc (vallée de la Maurienne) en amont de Modane, ces fortifications avaient pour rôle de protéger la partie cisalpine du royaume de Sardaigne d'une éventuelle invasion française. Elle comprend quatre forts et une redoute, qui portent les noms de membres contemporains de la Maison de Savoie.
Quatre des forts sont classés au titre des monuments historiques depuis le 27 juin 1983, (forts Charles-Félix et Marie-Christine) et le 30 décembre 1991, (forts Victor-Emmanuel et Marie-Thérèse).

## Histoire

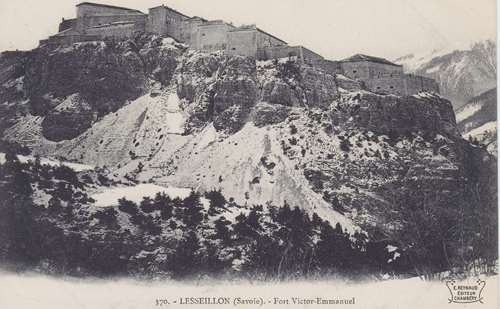
Carte postale ancienne des forts.

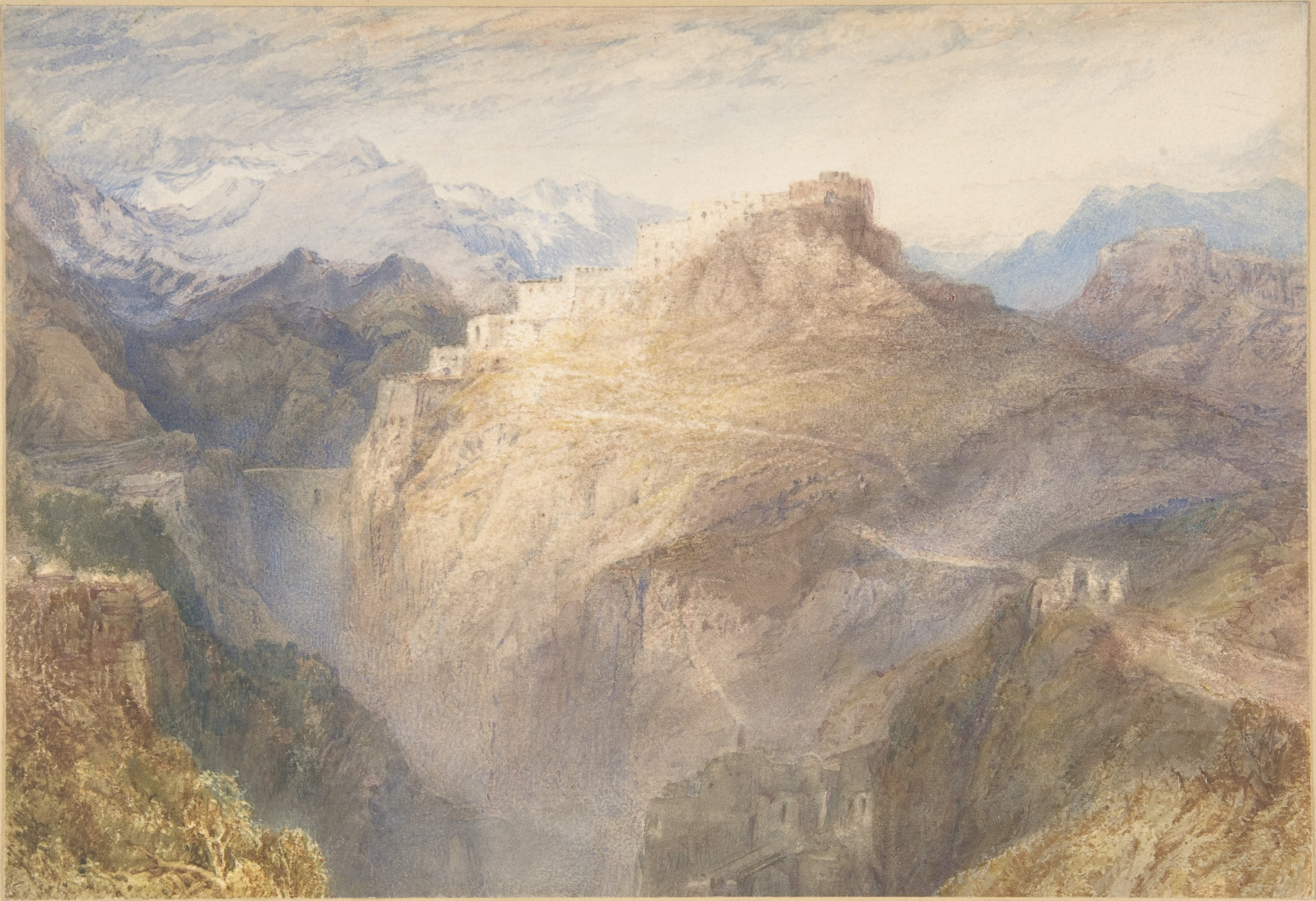
Le Fort de L'Esseillon, Val de la Maurienne, William Turner, 1835-1836, Metropolitan Museum, New York.

Construits entre 1819 et 1834, les forts de l'Esseillon ont été financés par les indemnités versées par la France au royaume de Sardaigne, à la suite du congrès de Vienne de 1815. Cette édification s'est faite sous pression de l'Autriche. Cet ensemble fortifié protège l'accès au col du Mont-Cenis, et donc le versant du royaume sarde, transformant le duché de Savoie en glacis avec la France. L'Autriche voyait en ces forts un dispositif stratégique car cela protégeait ses possessions italiennes, envahies durant les campagnes napoléoniennes.
L'intérêt stratégique de ce passage tenait au fait que la route passant par le col avait été améliorée, rendant plus aisée une progression vers le Piémont. Par ailleurs, cet ensemble venait remplacer les fortifications du val de Suse détruites lors de la campagne d'Italie en 1796.
Le peintre anglais William Turner les a représentés dans les années 1830, dans une aquarelle conservée au Metropolitan Museum de New York. C'est une vue vers le sud-ouest le long des gorges de la rivière Arc en direction du fort, construction en escalier sur une pente à mi-distance, avec des sommets enneigés au-delà. Turner a probablement emprunté les détails de la composition à une illustration gravée dans un livre de 1827 écrit par son ami William Brockedon. Elle était probablement terminée avant que l'artiste ne parte pour la France en 1836.
Ces forts n'ont jamais vu le moindre combat, l'alliance franco-sarde de 1857 les rendant caducs. Le traité de Turin, qui précisait les conditions de l'Annexion, stipulait que la France s'engageait à détruire ces forts. À l'exception du fort Charles-Félix, cet engagement n'a pas été respecté. Après l'annexion de la Savoie par la France en 1860, l'armée française a mis en œuvre des travaux afin de s'en servir pour protéger, en sens inverse, la France d'une invasion italienne.
Toutefois au cours de la Seconde Guerre mondiale, les forts ont servi : en 1943, le fort Victor-Emmanuel a été utilisé comme prison[réf. nécessaire].

## Les forts

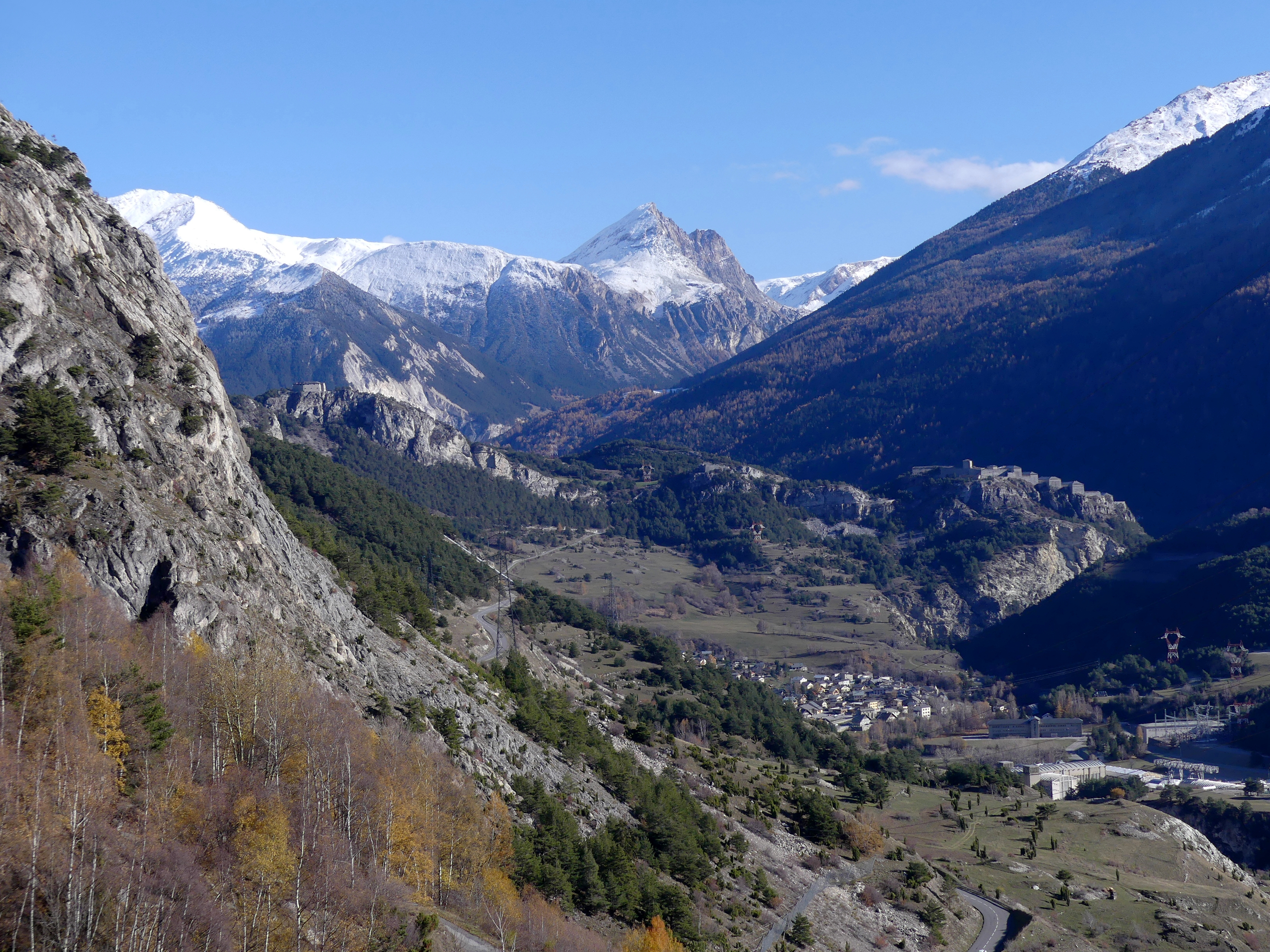
La barrière de l'Esseillon fermant la vallée, vue de l'ouest.

Ces fortifications ont été construites sur le modèle de Montalembert qui, contrairement au modèle de Vauban, repose sur un principe de fortifications perpendiculaires et de tours à canons. Les forts se protègent mutuellement par des tirs croisés.
Quatre de ces forts sont sur la rive droite de la rivière Arc sur la commune d'Aussois et une redoute est de l'autre côté de la rivière sur la rive gauche sur la commune d'Avrieux. Entre les deux un petit pont surnommé pont du Diable surplombe des falaises abruptes.
- fort Victor-Emmanuel (le plus grand, capable d'accueillir une garnison de 1 500 hommes) ;
- fort Charles-Albert (jamais achevé) ;
- fort Charles-Félix (construction : 1820-1827) le seul à être partiellement détruit sur ordre de Napoléon III en 1860 ;
- fort Marie-Christine, le plus élevé des cinq et le plus proche du village d'Aussois, maintenant transformé en restaurant et en gîte ;
- redoute Marie-Thérèse (isolée sur la rive gauche de l'Arc, accessible à pied par une passerelle, le pont du Diable, et en voiture par la RD1006, anciennement N6). À noter également la présence d'un corps de garde relié par un souterrain au fort Marie-Thérèse et franchissant la RD1006.

Une tranchée bastionnée (maintenant disparue) courait du fort Marie-Christine (nord ouest) au fort Charles-Albert (nord est) afin de protéger le nord du quadrilatère fortifié de l'Esseillon. Celui-ci pouvait ainsi servir de camp retranché pour 10 000 hommes.

## Protection
Classés monuments historiques, restaurés ou en cours de restauration, ce sont maintenant des lieux de tourisme, de culture, de gastronomie et de sport (via ferrata autour de l'Arc, parcours d'accrobranche et tyroliennes près de la Redoute Marie-Thérèse).
Une association, l'Association des Forts de l'Esseillon (fondée en 1970), organisant un chantier de bénévoles, restaure les Forts de l'Esseillon depuis 1972. Le fort Marie-Christine, premier objet de restauration, accueille aujourd'hui un centre culturel, un gîte d'étape et l'une des entrées du parc national de la Vanoise.

## Vues

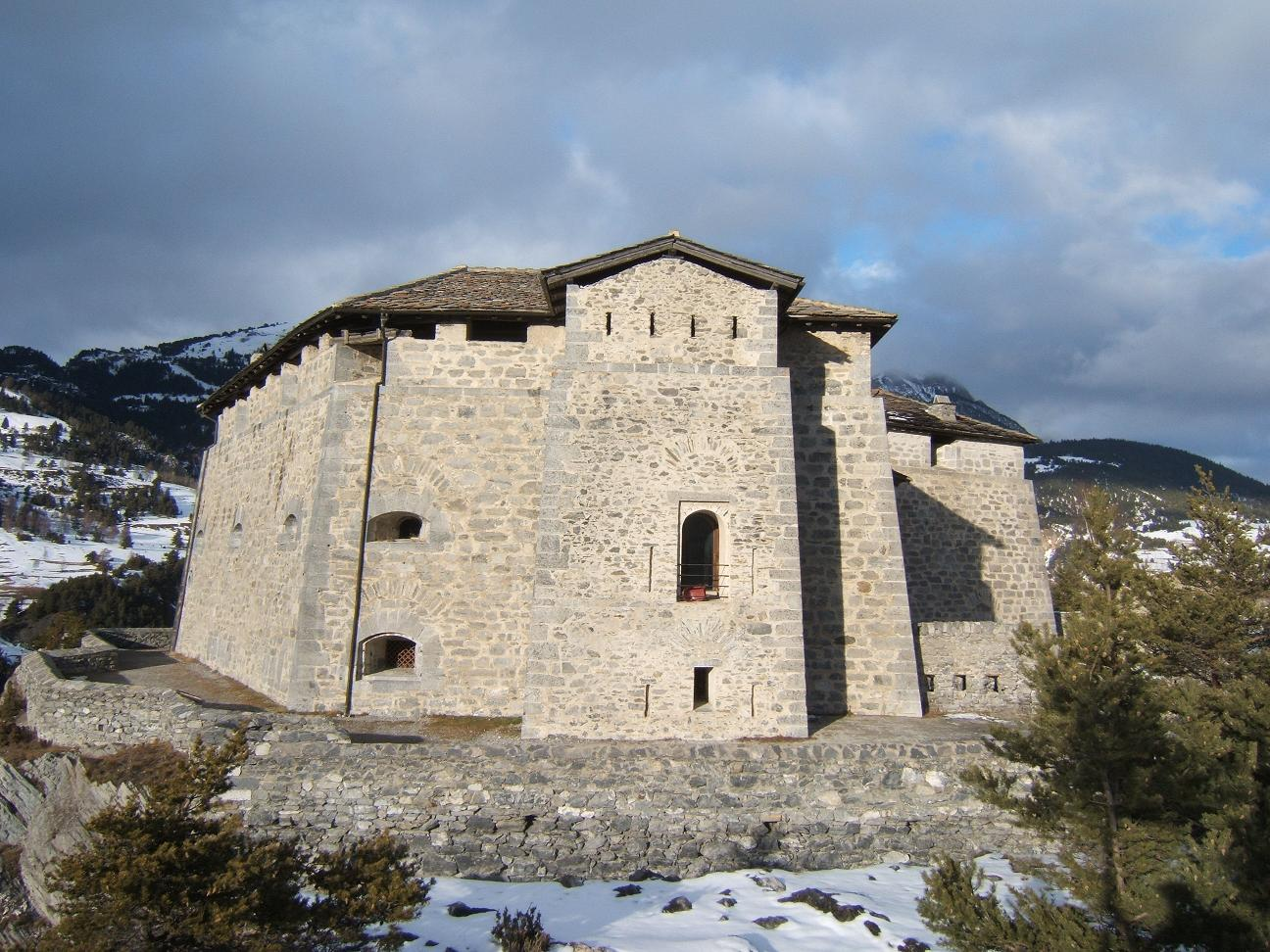
Fort Marie-Christine.
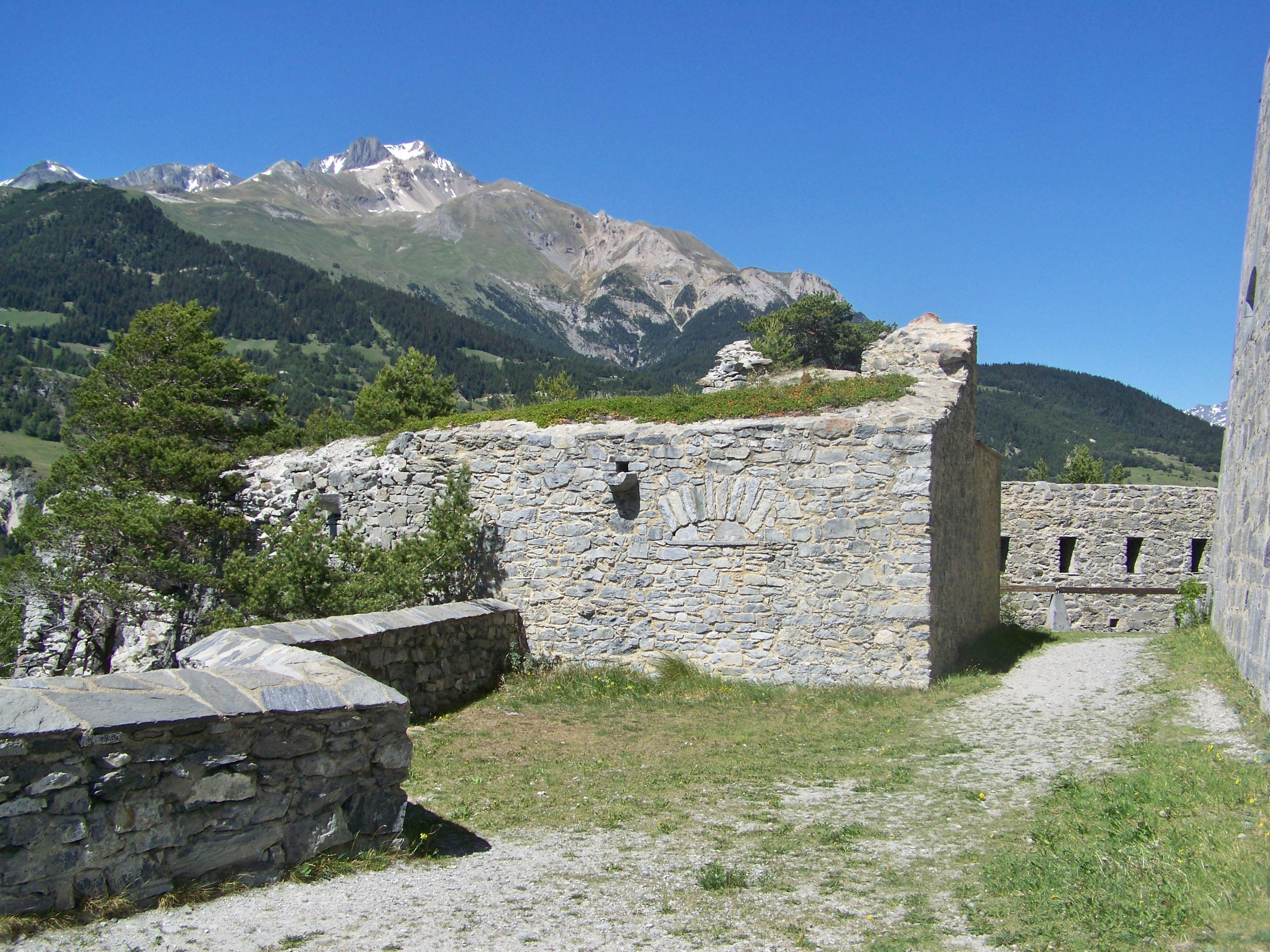
Chemin de ronde du fort Marie-Christine.
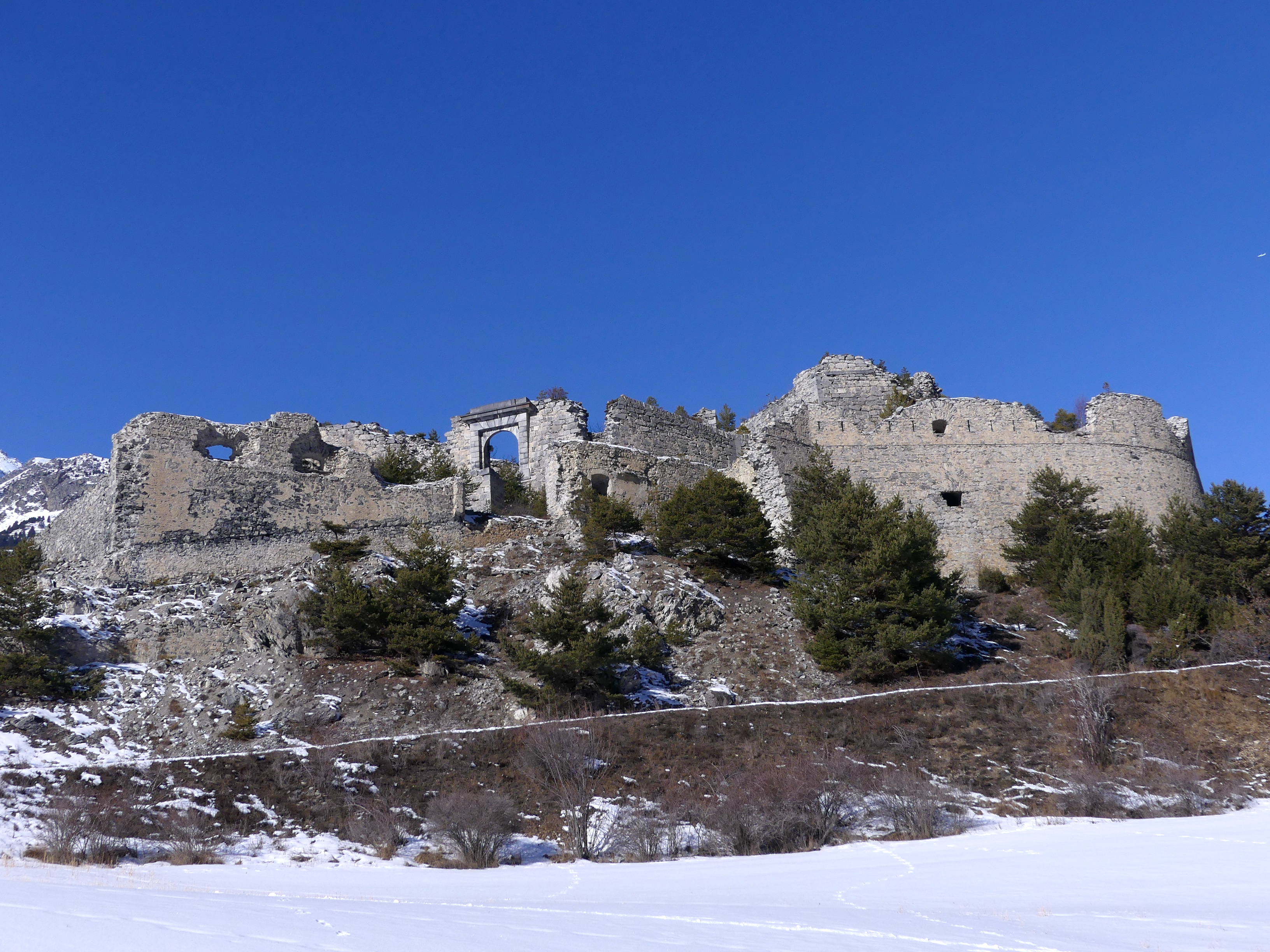
Fort Charles-Félix.
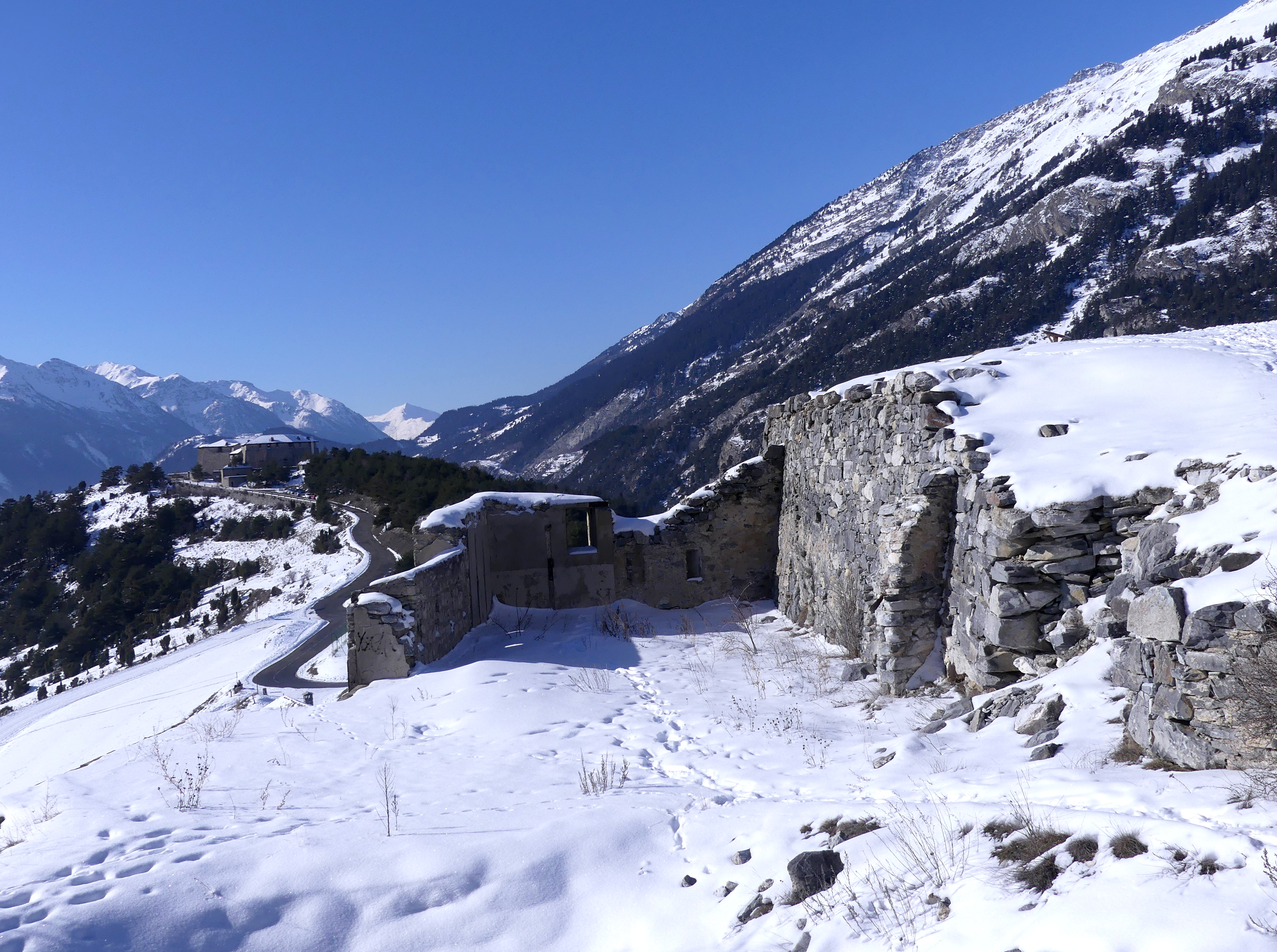
Fort Charles-Albert.
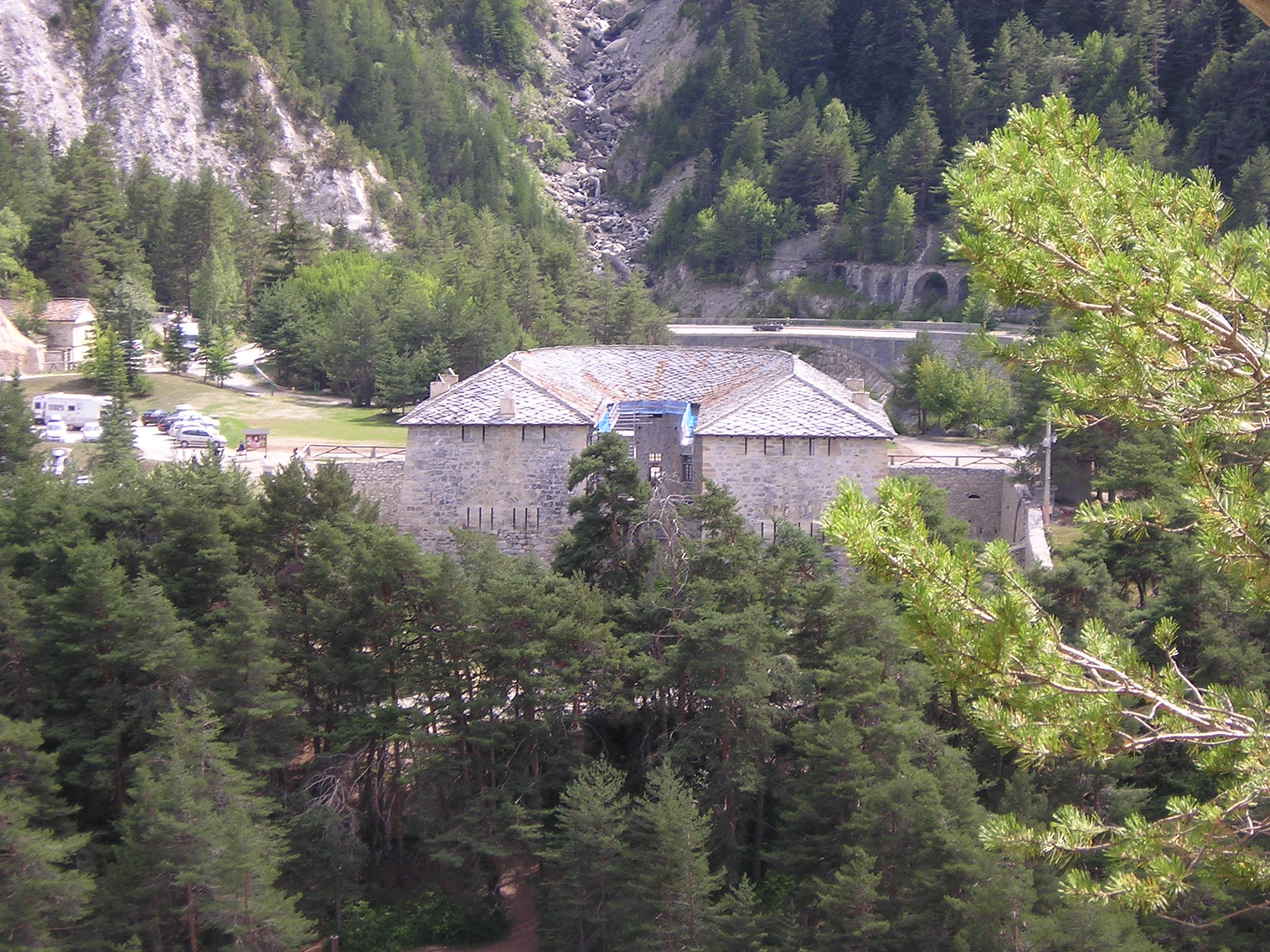
Redoute Marie-Thérèse, vue depuis le fort Victor-Emmanuel.
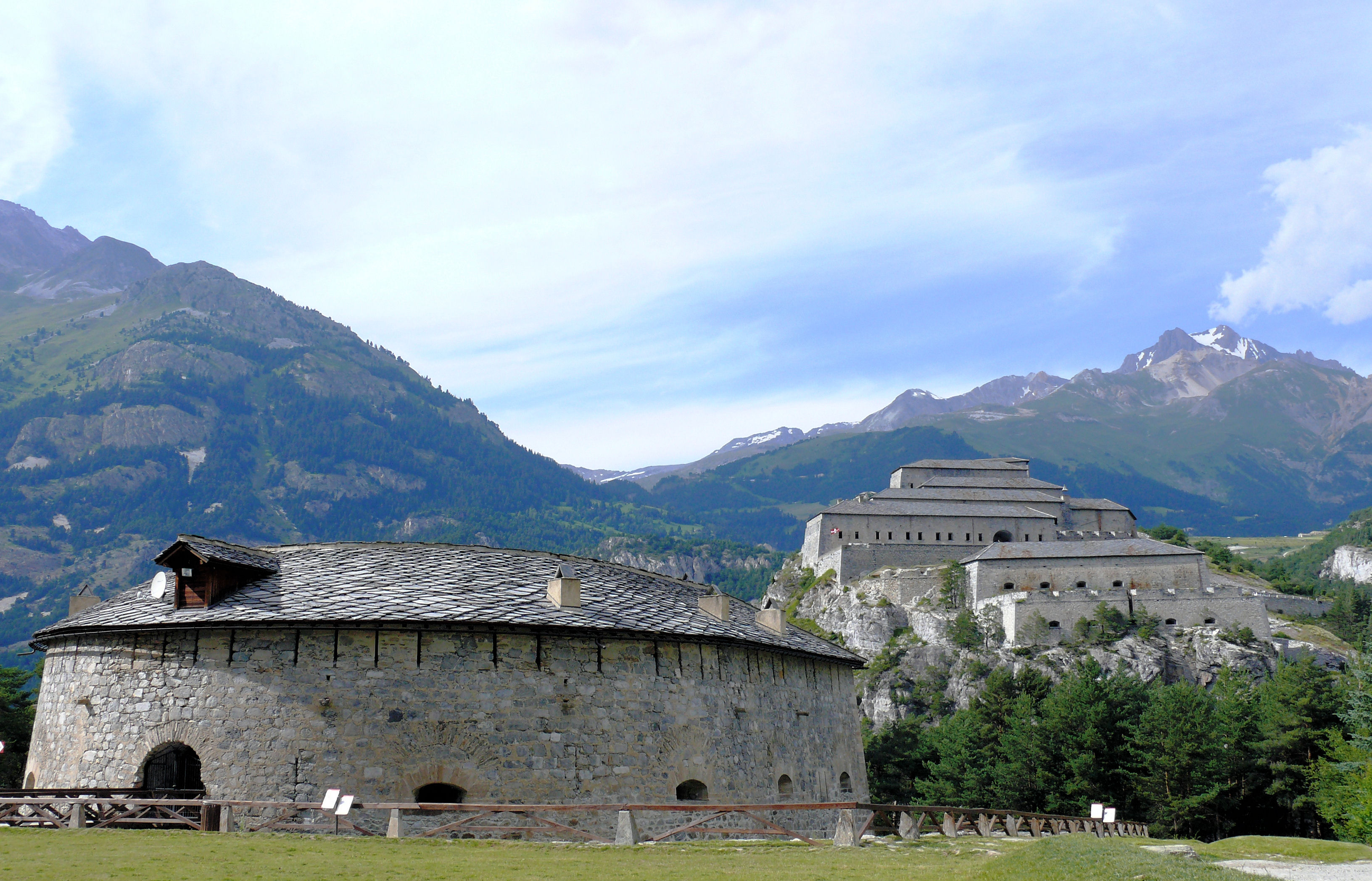
Redoute Marie-Thérèse et fort Victor-Emmanuel.
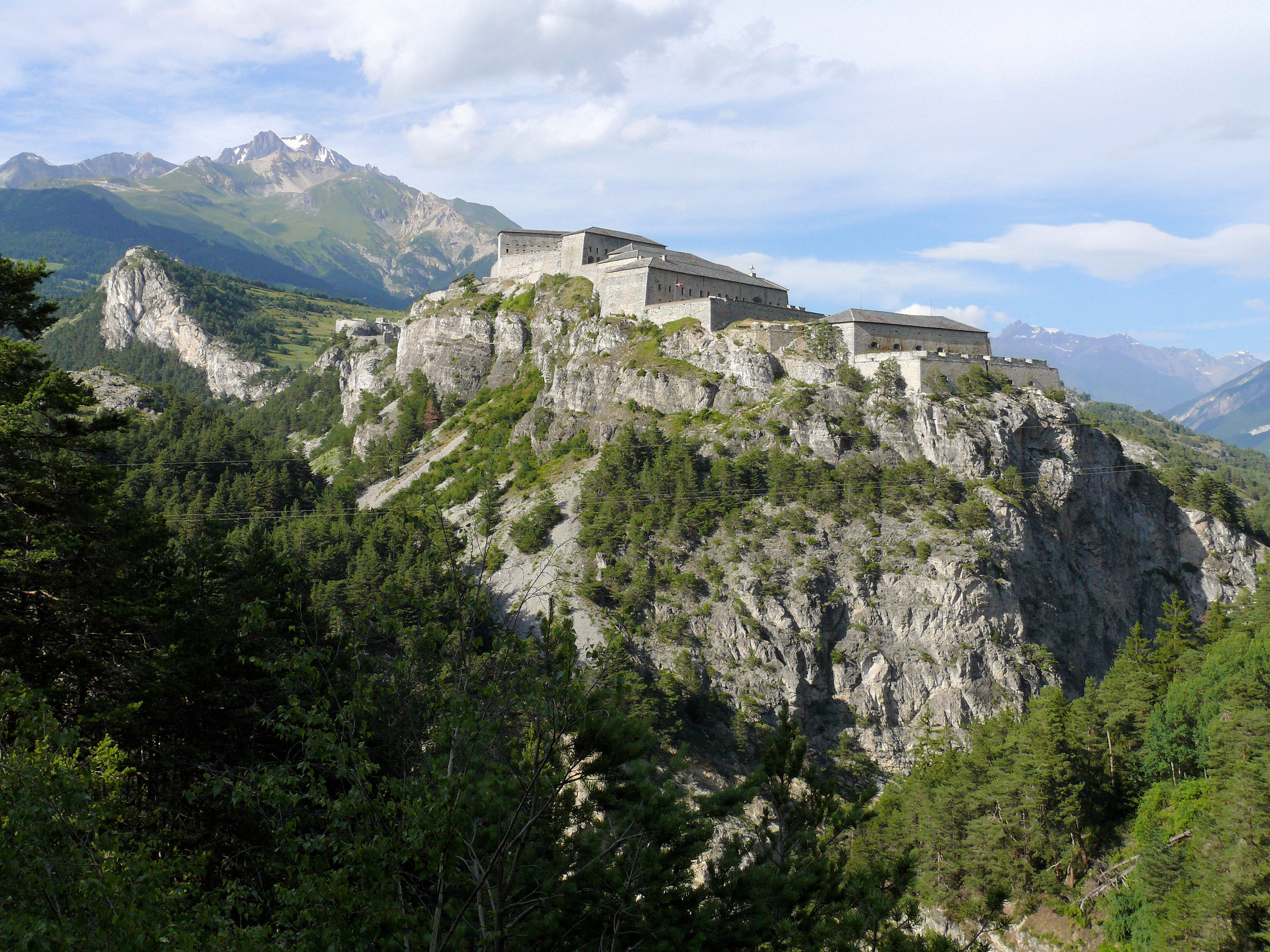
Fort Victor-Emmanuel.
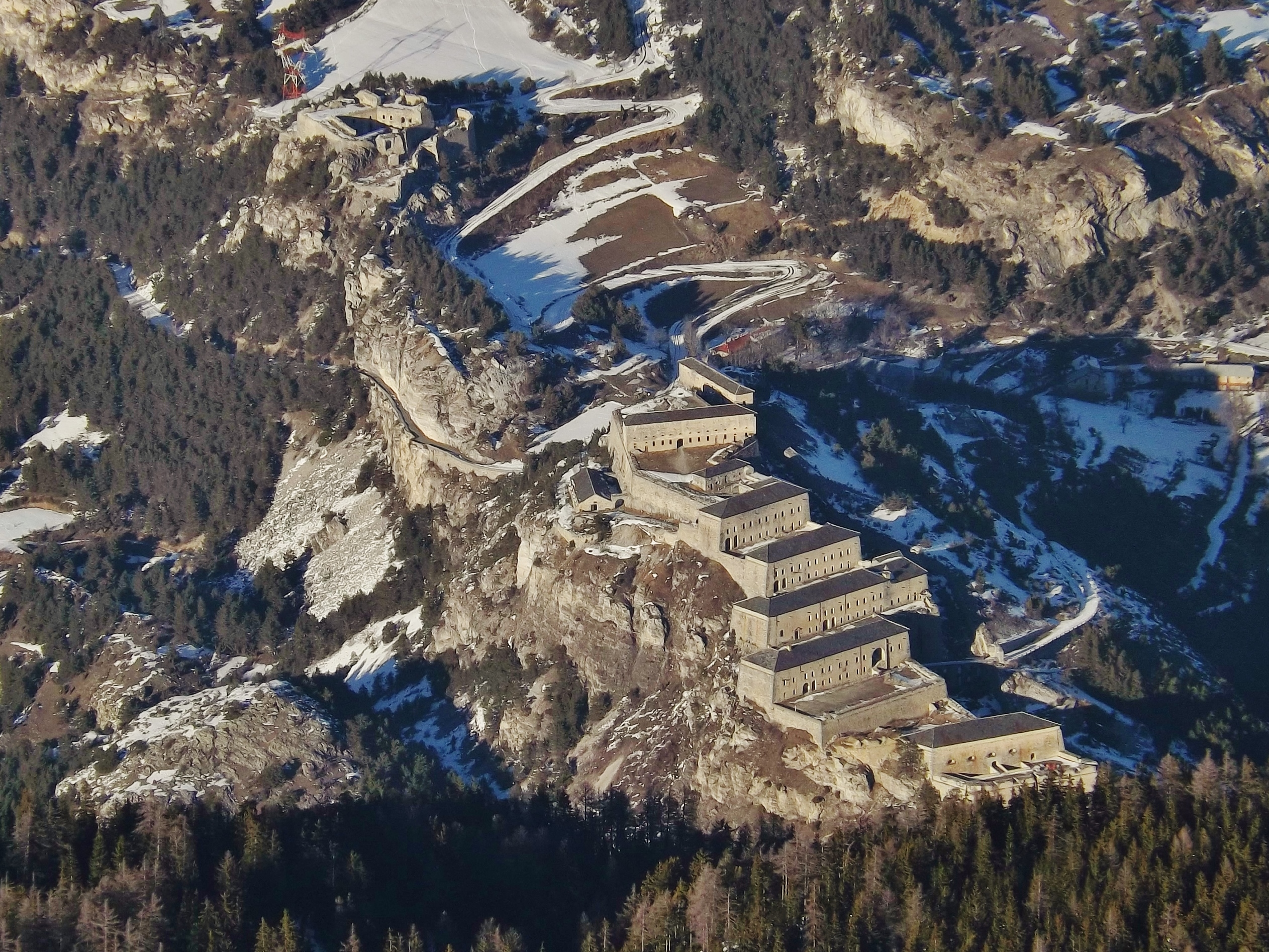
Fort Charles-Félix (haut) et fort Victor-Emmanuel (bas).
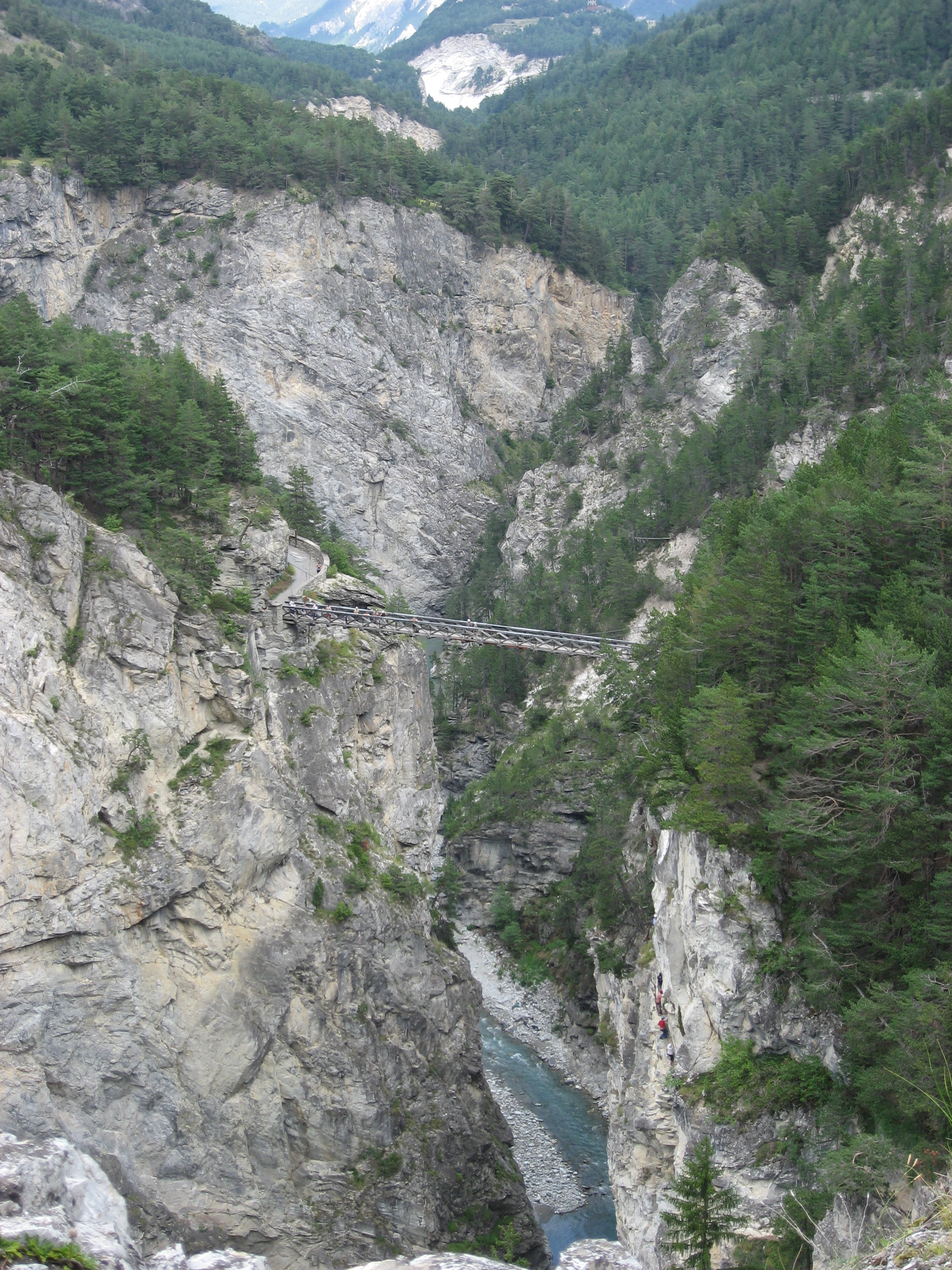
Gorges sous les forts de l'Esseillon et pont du Diable.